# Lingue germaniche
Le lingue germaniche sono un gruppo linguistico appartenente alla famiglia delle lingue indoeuropee. Sono originate dalla lingua proto-germanica, parlata dai popoli germanici che con diverse migrazioni erano arrivati a stanziarsi dal nord Europa ai confini dell'Impero romano fino agli anni della sua caduta.
Le lingue germaniche oggi più diffuse sono l'inglese e il tedesco. Altre lingue di rilevante importanza sono l'olandese, il suo derivato afrikaans e le lingue scandinave (soprattutto svedese, norvegese e danese). Ci sono circa 53 lingue germaniche stimate dal SIL International. L'antenato di tutte è il proto-germanico.

## Scrittura
Le antiche lingue germaniche (approssimativamente nel II secolo a.C.) svilupparono un proprio alfabeto detto runico, ma il suo uso era limitato. Le lingue germaniche dell'est, invece, dopo la conversione al cristianesimo usavano l'alfabeto gotico sviluppato dal vescovo Ulfila per la sua traduzione della Bibbia in gotico. In seguito, con l'introduzione del Cristianesimo preti e monaci germanici, che parlavano e leggevano anche in latino, incominciarono a scrivere le lingue germaniche usando l'alfabeto latino leggermente modificato. L'unica lingua germanica oggi scritta con un alfabeto diverso dal latino è lo yiddish, che impiega l'alfabeto ebraico.
In aggiunta all'alfabeto latino, diverse lingue germaniche usano una varietà di accenti e lettere aggiuntive, comprese le umlaut, la W, la ß (Eszett), Ø, Æ, Å, Ð, Ȝ, Þ e Ƿ, derivate dall'alfabeto runico, dall'alfabeto mesogotico e da quello anglosassone. La stampa delle lingue germaniche ha continuato a lungo ad essere effettuata usando caratteri di stampa gotici (es. Fraktur o Schwabacher).
Le lingue germaniche in Europa godono di status di lingua ufficiale in: Germania, Austria, Svizzera, Liechtenstein, Belgio, Paesi Bassi, Lussemburgo, Regno Unito, Irlanda, Malta, Svezia, Finlandia, Norvegia, Danimarca e Islanda.

## Caratteristiche linguistiche
Le poche caratteristiche comuni delle lingue germaniche sono:
1. Il livellamento del sistema verbale indoeuropeo al passato e al presente.
2. L'uso del suffisso dentale (/d/ o /t/) invece dell'alternanza di vocali per indicare il tempo passato (apofonia).
3. La presenza di due distinti tipi di coniugazioni di verbi: debole (usando il suffisso dentale) e forte (usando l'apofonia). L'inglese ha 161 verbi forti; quasi tutti sono di origine anglosassone.
4. L'uso di aggettivi deboli e forti. Gli aggettivi inglesi moderni non cambiano tranne che per il comparativo e il superlativo; questo non era il caso dell'antico inglese, dove gli aggettivi erano declinati in modo diverso secondo che fossero preceduti o meno da un articolo o da un dimostrativo.
5. La rotazione consonantica, comportamento noto anche come Legge di Grimm.
6. Un numero di parole con etimologie che sono difficili da ricondurre ad altre famiglie indoeuropee, ma con varianti presenti in quasi tutte le lingue germaniche.
7. Lo spostamento dell'accento tonico nella radice della parola. Sebbene l'inglese abbia un accento irregolare, le parole originarie spesso avevano un accento fisso.

## Albero della famiglia linguistica
Olandese
     Basso tedesco
     Tedesco centrale
     Tedesco superiore
     Inglese
     Scozzese (Scots)
     Frisone
     Norvegese
     Svedese
     Danese
     Islandese
     Faroese
     Linea che divide le lingue germaniche settentrionali da quelle occidentali.

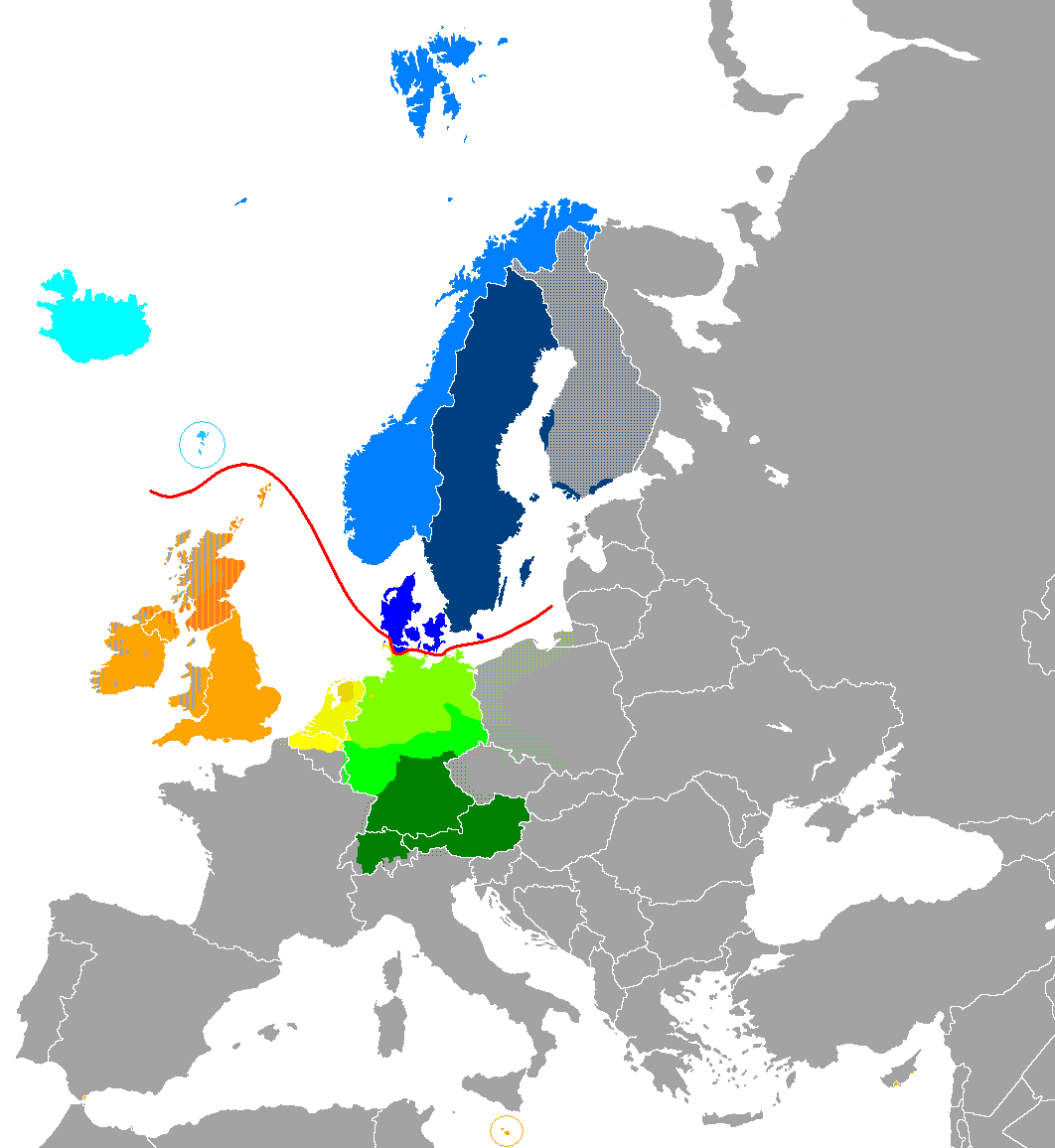
Le lingue germaniche in Europa
Germanico occidentale
Olandese
Basso tedesco
Tedesco centrale
Tedesco superiore
Inglese
Scozzese (Scots)
Frisone
Germanico settentrionale
Norvegese
Svedese
Danese
Islandese
Faroese
Linea che divide le lingue germaniche settentrionali da quelle occidentali.

Tutte le lingue germaniche possono essere fatte discendere da un ipotetico proto-germanico. Si noti che le divisioni tra le sottofamiglie del Germanico non sempre sono definite con precisione.
Qui sono indicate le lingue appartenente al gruppo e i dialetti principali e quelli insoliti, gli altri sono discussi all'interno di un gruppo più ampio. Ad esempio parecchi dialetti del basso sassone sono discussi nell'articolo basso sassone insieme al basso sassone standard o in aree dedicate.
- Lingue germaniche occidentali [codice ISO 639-5 gmw]
  - alto tedesco
    - tedesco centrale
      - tedesco centrale orientale
        - Lingua alto-sassone
        - turingio
        - nordobersächsisch-südmärkisch
          - nordobersächsisch
          - südmärkisch

      - tedesco centrale occidentale
        - Dialetto ripuario
        - Dialetto mosellano
        - francone renano
        - assiano centrale
        - assiano orientale
        - nordhessisch
        - tedesco della Pennsylvania [pdc] (parlato dagli Amish e da altri gruppi della Pennsylvania del sud-est)
        - lingua lussemburghese [ltz]

    - lingua tedesca [codice ISO 639-3 deu] (standard o Hochdeutsch, idioma intermedio tra il tedesco centrale e il tedesco superiore)
    - tedesco superiore
      - francone orientale (dialetto intermedio prossimo al tedesco centrale)
      - tedesco alemanno (parlato anche dai Walser nelle regioni italiane Piemonte e Valle d'Aosta)
        - lingua sveva
        - basso alemanno
        - alemanno centrale
        - alto alemanno
        - altissimo alemanno

      - lingua bavarese [bar] o tedesco austro-bavarese (parlato anche in Sud-Tirolo/Alto-Adige)
        - bavarese centrale
        - bavarese settentrionale
        - bavarese meridionale
        - lingua cimbra [cim] parlata in Italia in Veneto e Trentino
        - lingua mochena [mhn] parlata in Italia in Trentino

      - tedesco hutterita [geh]

    - lingua yiddish [yid] (con una significante influenza dell'ebraico e altri linguaggi e scritto con alfabeto ebraico)
    - lingua vilamoviana [wym] (wymysöryś, con una significativa influenza dal basso sassone, olandese, polacco e scozzese)

  - lingua basso-tedesca [nds]
    - basso-tedesco meridionale (Nördliches Niederdeutsch)
      - basso sassone settentrionale (Nordniedersächsisch, Nordniederdeutsch)
      - westniederdeutsch
      - Meclemburghese-pomerano occidentale (Mecklenburgisch-Vorpommersch)
      - brandeburghese (Brandenburgisch)
      - pomerano centrale (Mittelpommersch)
      - pomerano orientale (Ostpommersch)
      - basso prussiano (Niederpreußisch)

    - basso-tedesco settentrionale (Südliches Niederdeutsch)
      - westfalico (Westfälisch)
      - ostfalico (Ostfälisch)

  - basso francone
    - lingua olandese [nld]
    - lingua afrikaans [afr] (con significative influenze da vocabolari di altre lingue)
    - lingua limburghese [lim]

  - anglo-frisone o germanico insulare
    - lingue frisoni [fry]
      - Lingua frisone occidentale
      - Lingua frisone settentrionale
      - Lingua frisone orientale

    - lingua inglese [eng]. Vasta influenza dal latino nel vocabolario, la maggior parte attraverso il normanno francese. Molti dialetti.
      - inglese britannico
        - Received Pronunciation (considerato l'inglese "standard", è la varietà di inglese comunemente insegnata nelle scuole)

      - inglese australiano
      - inglese neozelandese
      - inglese scozzese
      - inglese del Nord America
        - inglese canadese
        - inglese americano

      - lingua bajan [bjs] o inglese di Barbados
      - inglese giamaicano
      - inglese sudafricano
      - singlish (inglese di Singapore)

    - lingua scots (da non confondersi con la lingua gaelica scozzese che appartiene alla famiglia delle lingue celtiche)
    - lingua yola [yol] (estinta)
- Lingue germaniche orientali [codice ISO 639-5 gme] (questo gruppo è completamente estinto)
  - lingua gotica (estinta nel IX secolo)
    - lingua gotica di Crimea (estinta nel XVIII secolo)

  - lingua vandalica [xvn] (estinta)
  - lingua burgunda (estinta)
- Lingue germaniche settentrionali [codice ISO 639-5 gmq] (discendenti dall'antico norvegese o norreno):
  - nordico occidentale (insulare)
    - nynorsk [nno] o neo-norvegese (una delle due forme scritte della lingua norvegese)
    - lingua islandese [isl]
    - lingua faroese [fao] o ferico
    - lingua jamtsk o Jamska
    - lingua norn [nrn] (estinta)
    - lingua norvegese (non è una lingua unica, bensì l'insieme di dialetti parlati in Norvegia)

  - nordico orientale (continentale)
    - lingua danese [dan]
    - bokmål [nob] o dano-norvegese (incluso il riksmål) (una delle due forme scritte della lingua norvegese)
    - lingua jutlandica [jut]
    - lingua scanica
    - lingua svedese [swe]
    - dalecarlico
    - gutnico antico (estinto)
      - lingua gutnica
- Lingue germaniche di incerta classificazione
  - lingua longobarda [lng] (estinta)

## Vocabolario comparativo
Alcuni termini della tabella hanno avuto cambiamenti semantici. Per esempio la forma sterben e altri termini per morire sono collegati al termine inglese starve. C'è anche qualche esempio di un termine non-germanico entrato nell'uso germanico (ad esempio ounce dal latino).
| Inglese | Scots  | Frisone   | Afrikaans    | Olandese    | Limburghese(Weert) | Tedesco    | Yiddish               | Gotico  | Islandese     | Faroense    | Norvegese nyorsk | Norvegese bokmål | Danese | Svedese  | Italiano   |  |
| ------- | ------ | --------- | ------------ | ----------- | ------------------ | ---------- | --------------------- | ------- | ------------- | ----------- | ---------------- | ---------------- | ------ | -------- | ---------- |  |
| Apple   | Aiple  | Apel      | Appel        | Appel       | Appel              | Apfel      | עפּל (Epl)             | Aplus   | Epli          | Súrepli     | Eple             | Eple             | Æble   | Äpple    | Mela       |  |
| Board   | Buird  | Board     | Bord         | Bord        | Bord               | Brett      | ברעט (bret)           | Baúrd   | Borð          | Borð        | Bord             | Bord             | Bræt   | Bord     | Tavola     |  |
| Book    | Beuk   | Boek      | Boek         | Boek        | Book               | Buch       | בוך (Buḫ)             | Bóka    | Bók           | Bók         | Bok              | Bok              | Bog    | Bok      | Libro      |  |
| Breast  | Breest | Boarst    | Bors         | Borst       | Borst              | Brust      | ברוסט (Brust)         | Brusts  | Brjóst        | Bróst       | Bryst            | Bryst            | Bryst  | Bröst    | Seno       |  |
| Brown   | Broun  | Brún      | Bruin        | Bruin       | Broên              | Braun      | ברוין(broyn)          | Bruns   | Brúnn         | Brúnt       | Brun             | Brun             | Brun   | Brun     | Marrone    |  |
| Day     | Day    | Dei       | Dag          | Dag         | Daag               | Tag        | טאָג (Tog)             | Dags    | Dagur         | Dagur       | Dag              | Dag              | Dag    | Dag      | Giorno     |  |
| Die     | Dee    | Stjerre   | Sterf/Sterwe | Sterven     | Stêrve             | Sterben    | שטאַרבן (shtarbn)      | Diwan   | Deyja         | Doyggja     | Døy              | Dø               | Dø     | Dö       | Morire     |  |
| Enough  | Eneuch | Genôch    | Genoeg       | Genoeg      | Genog(t)           | Genug      | גענוג (Genug)         | Ga-nóhs | Nóg           | Nóg         | Nok              | Nok              | Nog    | Nog      | Abbastanza |  |
| Give    | Gie    | Jaan      | Gee          | Geven       | Gaeve              | Geben      | געבן (Gebn)           | Giban   | Gefa          | Geva        | Gje              | Gi               | Give   | Giva/Ge  | Dare       |  |
| Glass   | Gless  | Glês      | Glas         | Glas        | Glaas              | Glas       | גלאָז (Gloz)           |         | Gler          | Glas        | Glas             | Glass            | Glass  | Glas     | Vetro      |  |
| Gold    | Gowd   | Goud      | Goud         | Goud        | Goud               | Gold       | גאָלד (Gold)           | Gulþ    | Gull          | Gull        | Gull             | Gull             | Guld   | Guld     | Oro        |  |
| Hand    | Haund  | Hân       | Hand         | Hand        | Hând               | Hand       | האַנט (Hant)           | Handus  | Hönd          | Hond        | Hand             | Hånd/Hand        | Hånd   | Hand     | Mano       |  |
| Head    | Heid   | Holle     | Hoof/Kop     | Hoofd/Kop   | Kop                | Haupt/Kopf | קאָפּ (Kop)             | Háubiþ  | Höfuð         | Høvd/Høvur  | Hovud            | Hovud            | Hode   | Huvud    | Testa      |  |
| High    | Heich  | Heech     | Hoog         | Hoog        | Hoeëg              | Hoch       | הױך (Hoyḫ)            | Háuh    | Hár           | Høg/ur      | Høg              | Høy              | Høj    | Hög      | Alto       |  |
| Home    | Hame   | Hiem/Thús | Heim-/Tuis   | Heim-/Thuis | Heîm-/Thoês        | Heim       | הײם (Heym)            | Háimóþ  | Heim          | Heim        | Heim             | Heim             | Hjem   | Hem      | Casa       |  |
| Hook    | Heuk   | Heak      | Haak         | Haak        | Haok               | Haken      | פֿאַרטשעפּען(fartshepen) |         | Krókur        | Haken       | Hake             | Hake             | Hage   | Hake     | Gancio     |  |
| House   | Hoose  | Hûs       | Huis         | Huis        | Hoês               | Haus       | הױז (Hoyz)            | Hús     | Hús           | Hús         | Hus              | Hus              | Hus    | Hus      | Casa       |  |
| Many    | Mony   | Mannich   | Menige       | Menig       | Mennige            | Mehrere    | וויפֿל(vifl)           | Manags  | Margir        | Nógv        | Mange            | Mange            | Mange  | Många    | Molti      |  |
| Moon    | Muin   | Moanne    | Maan         | Maan        | Maon               | Mond       | וויפֿל(Levone)         | Ména    | Tungl         | Máni        | Måne             | Måne             | Måne   | Måne     | Luna       |  |
| Night   | Nicht  | Nacht     | Nag          | Nacht       | Nacht              | Nacht      | נאַכט (Naḫt)           | Nahts   | Nótt          | Nátt        | Natt             | Natt             | Nat    | Natt     | Notte      |  |
| No      | Nae    | Nee       | Nee          | Neen/Nee    | Neî(n)             | Nein/Nö    | נײן (Neyn)            | Né      | Nei           | Nei         | Nei              | Nei              | Nej    | Nej      | No         |  |
| Old     | Auld   | Âld       | Oud          | Oud         | Aod                | Alt        | אַלט (Alt)             | Sineigs | Gamall        | Gamal/Gomul | Gamal            | Gammel           | Gammel | Gammal   | Vecchio    |  |
| One     | Ane    | Ien       | Een          | Een         | Ein                | Eins       | אײן (Eyn)             | Áins    | Einn          | Ein         | Ein              | En               | En     | En       | Uno        |  |
| Ounce   | Unce   | Ûns       | Ons          | Ons         | Os                 | Unze       |                       |         | Únsa          |             | Uns              | Uns              | Unse   | Uns      | Oncia      |  |
| Snow    | Snaw   | Snie      | Sneeu        | Sneeuw      | Snieë              | Schnee     | שנײ (Šney)            | Snáiws  | Snjór         | Kavi        | Snø              | Snø/Sne          | Sne    | Snö      | Neve       |  |
| Stone   | Stane  | Stien     | Steen        | Steen       | Stein              | Stein      | שטײן (Šteyn)          | Stáins  | Steinn        | Steinur     | Stein            | Sten             | Sten   | Sten     | Pietra     |  |
| That    | That   | Dat       | Dit          | Dat         | Det                | Das        | דאָס (Dos)             | Þata    | Þetta         | Hatta       | Det              | Det              | Det    | Det      | Quello/che |  |
| Two     | Twa    | Twa       | Twee         | Twee        | Twieë              | Zwei/Zwo   | צװײ (Ẓvey)            | Twái    | Tveir         | Tveir       | To               | To               | To     | Två      | Due        |  |
| Who     | Wha    | Wa        | Wie          | Wie         | Weem               | Wer        | װער (Ver)             | Has     | Hver          | Hvør        | Kven             | Hvem             | Hvem   | Vem      | Chi        |  |
| Worm    | Wirm   | Wjirm     | Wurm         | Worm        | Wörm               | Wurm       | װאָרעם (Vorem)         | Maþa    | Maðkur, Ormur | Ormur       | Orm              | Orm              | Orm    | Mask/Orm | Verme      |  |

Esiste un certo numero di parole comuni a tutte le lingue germaniche la cui etimologia risulta incerta. Per questa ragione il linguista tedesco Sigmund Feist avanzò l'ipotesi dell'esistenza di un substrato preindoeuropeo nella lingua proto-germanica. Tuttavia, questa ipotesi non è sostenuta da prove definitive e non gode del consenso della maggioranza dei glottologi.